# 메트로폴리탄 토론토

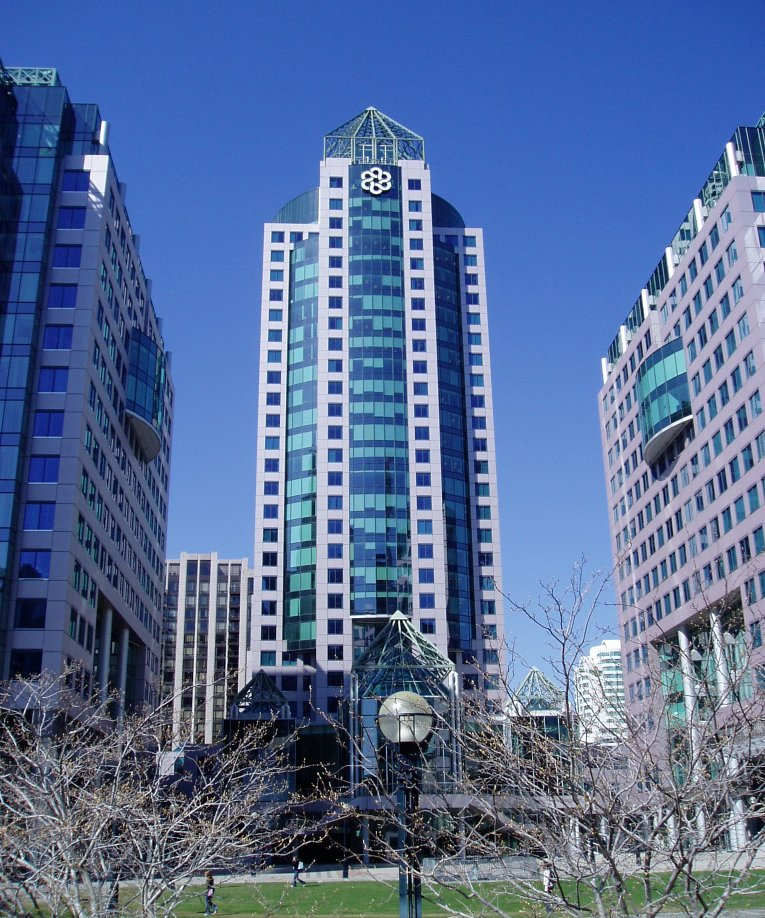

메트로폴리탄 토론토(영어: Metropolitan Toronto)는 1954년에서 1997년까지 캐나다 온타리오주 남부, 토론토의 상층에 놓인 온타리오의 행정 구역이었다. 또한 토론토와의 혼동을 피하기 위해 일반적으로 '메트로'나 '메트로 토론토'라고 불리었다.

## 같이 보기
- 토론토 대도시권